# 王士菁
王士菁（1918年—2016年），男，江苏沭阳人，中国鲁迅研究专家，曾任人民文学出版社鲁迅著作编辑室主任、副总编，广西大学教授，中国社会科学院研究生院教授、研究员、博士生导师，北京鲁迅博物馆馆长，中国鲁迅研究学会副会长兼秘书长。